# Władisław Mustafin (skoczek narciarski)
Władisław Siergiejewicz Mustafin (ros. Владислав Сергеевич Мустафин, ur. 21 lipca 2000) – rosyjski skoczek narciarski. Medalista mistrzostw kraju.

## Przebieg kariery
W lipcu 2019 Mustafin był zgłoszony do zawodów FIS Cupu rozgrywanych w Szczyrku, jednak nie stanął na ich starcie. Ostatecznie w zawodach tej rangi zadebiutował w sierpniu 2019 w Râșnovie, gdzie w pierwszym starcie zajął 35. lokatę, a dzień później był 28., zdobywając tym samym debiutanckie punkty do klasyfikacji generalnej tego cyklu. Pod koniec marca 2021 w Czajkowskim zadebiutował w Pucharze Kontynentalnym, w swoim pierwszym starcie zajmując 30. lokatę, tym samym punktując. We wrześniu 2021 w Czajkowskim zadebiutował w Letnim Grand Prix, plasując się na 34. pozycji.
Mustafin stawał na podium mistrzostw kraju. Indywidualnie zdobył srebrny medal na skoczni normalnej latem 2020, a drużynowo srebro latem 2020 oraz brąz w rywalizacji zespołów mieszanych zimą 2019.

## Letnie Grand Prix

### Miejsca w poszczególnych konkursach indywidualnychLGP
| Źródło | Źródło      | Źródło           | Źródło           | Źródło           | Źródło            | Źródło          | Źródło            | Źródło | Źródło | Źródło | Źródło | Źródło | Źródło | Źródło | Źródło | Źródło | Źródło | Źródło | Źródło | Źródło | Źródło | Źródło | Źródło | Źródło | Źródło | Źródło |
| --- | ----------- | ---------------- | ---------------- | ---------------- | ----------------- | --------------- | ----------------- | ------ | ------ | ------ | ------ | ------ | ------ | ------ | ------ | ------ | ------ | ------ | ------ | ------ | ------ | ------ | ------ | ------ | ------ | ------ |
| 2021 |             |                  |                  |                  |                   |                 |                   |        |        |        |        |        |        |        |        |        |        |        |        |        |        |        |        |        |        |        |
| Wisła HS134 | Wisła HS134 | Courchevel HS135 | Szczuczyńsk HS99 | Szczuczyńsk HS99 | Czajkowskij HS140 | Hinzenbach HS90 | Klingenthal HS140 | punkty |        |        |        |        |        |        |        |        |        |        |        |        |        |        |        |        |        |        |
| - | -           | -                | -                | -                | 34                | -               | -                 | 0      |        |        |        |        |        |        |        |        |        |        |        |        |        |        |        |        |        |        |
| Legenda |             |                  |                  |                  |                   |                 |                   |        |        |        |        |        |        |        |        |        |        |        |        |        |        |        |        |        |        |        |
| 1 2 3 4-10 11-30 poniżej 30 dq – dyskwalifikacja q – zawodnik nie zakwalifikował się - – zawodnik nie wystartował |             |                  |                  |                  |                   |                 |                   |        |        |        |        |        |        |        |        |        |        |        |        |        |        |        |        |        |        |        |

## Puchar Kontynentalny

### Miejsca w klasyfikacji generalnej
| Sezon     | Miejsce |
| --------- | ------- |
| 2020/2021 | 98.     |

### Miejsca w poszczególnych konkursachPucharu Kontynentalnego
| Źródło                                                                        | Źródło     | Źródło     | Źródło          | Źródło          | Źródło          | Źródło          | Źródło          | Źródło          | Źródło          | Źródło          | Źródło            | Źródło            | Źródło           | Źródło           | Źródło         | Źródło         | Źródło            | Źródło            | Źródło | Źródło | Źródło | Źródło | Źródło | Źródło | Źródło | Źródło | Źródło | Źródło | Źródło | Źródło | Źródło | Źródło | Źródło | Źródło | Źródło | Źródło | Źródło | Źródło | Źródło | Źródło | Źródło | Źródło | Źródło | Źródło | Źródło | Źródło | Źródło | Źródło | Źródło | Źródło | Źródło | Źródło | Źródło | Źródło | Źródło | Źródło | Źródło | Źródło | Źródło |
| ----------------------------------------------------------------------------- | ---------- | ---------- | --------------- | --------------- | --------------- | --------------- | --------------- | --------------- | --------------- | --------------- | ----------------- | ----------------- | ---------------- | ---------------- | -------------- | -------------- | ----------------- | ----------------- | ------ | ------ | ------ | ------ | ------ | ------ | ------ | ------ | ------ | ------ | ------ | ------ | ------ | ------ | ------ | ------ | ------ | ------ | ------ | ------ | ------ | ------ | ------ | ------ | ------ | ------ | ------ | ------ | ------ | ------ | ------ | ------ | ------ | ------ | ------ | ------ | ------ | ------ | ------ | ------ | ------ |
| Sezon 2020/2021                                                               |            |            |                 |                 |                 |                 |                 |                 |                 |                 |                   |                   |                  |                  |                |                |                   |                   |        |        |        |        |        |        |        |        |        |        |        |        |        |        |        |        |        |        |        |        |        |        |        |        |        |        |        |        |        |        |        |        |        |        |        |        |        |        |        |        |        |
| Ruka HS142                                                                    | Ruka HS142 | Ruka HS142 | Engelberg HS140 | Engelberg HS140 | Innsbruck HS128 | Innsbruck HS128 | Willingen HS147 | Willingen HS147 | Willingen HS147 | Willingen HS147 | Klingenthal HS140 | Klingenthal HS140 | Brotterode HS117 | Brotterode HS117 | Zakopane HS140 | Zakopane HS140 | Czajkowskij HS140 | Czajkowskij HS140 | punkty |        |        |        |        |        |        |        |        |        |        |        |        |        |        |        |        |        |        |        |        |        |        |        |        |        |        |        |        |        |        |        |        |        |        |        |        |        |        |        |        |
| -                                                                             | -          | -          | -               | -               | -               | -               | -               | -               | -               | -               | -                 | -                 | -                | -                | -              | -              | 30                | dq                | 1      |        |        |        |        |        |        |        |        |        |        |        |        |        |        |        |        |        |        |        |        |        |        |        |        |        |        |        |        |        |        |        |        |        |        |        |        |        |        |        |        |
| Legenda                                                                       |            |            |                 |                 |                 |                 |                 |                 |                 |                 |                   |                   |                  |                  |                |                |                   |                   |        |        |        |        |        |        |        |        |        |        |        |        |        |        |        |        |        |        |        |        |        |        |        |        |        |        |        |        |        |        |        |        |        |        |        |        |        |        |        |        |        |
| 1 2 3 4-10 11-30 poniżej 30 dq – dyskwalifikacja - – zawodnik nie wystartował |            |            |                 |                 |                 |                 |                 |                 |                 |                 |                   |                   |                  |                  |                |                |                   |                   |        |        |        |        |        |        |        |        |        |        |        |        |        |        |        |        |        |        |        |        |        |        |        |        |        |        |        |        |        |        |        |        |        |        |        |        |        |        |        |        |        |

## FIS Cup

### Miejsca w klasyfikacji generalnej
| Sezon     | Miejsce |
| --------- | ------- |
| 2019/2020 | 171.    |

### Miejsca w poszczególnych konkursachFIS Cupu
| Źródło                                                                        | Źródło        | Źródło           | Źródło           | Źródło      | Źródło      | Źródło           | Źródło           | Źródło      | Źródło      | Źródło       | Źródło       | Źródło        | Źródło        | Źródło               | Źródło               | Źródło         | Źródło         | Źródło         | Źródło         | Źródło       | Źródło       | Źródło | Źródło | Źródło | Źródło | Źródło | Źródło | Źródło | Źródło | Źródło | Źródło | Źródło | Źródło | Źródło | Źródło | Źródło | Źródło | Źródło | Źródło |
| ----------------------------------------------------------------------------- | ------------- | ---------------- | ---------------- | ----------- | ----------- | ---------------- | ---------------- | ----------- | ----------- | ------------ | ------------ | ------------- | ------------- | -------------------- | -------------------- | -------------- | -------------- | -------------- | -------------- | ------------ | ------------ | ------ | ------ | ------ | ------ | ------ | ------ | ------ | ------ | ------ | ------ | ------ | ------ | ------ | ------ | ------ | ------ | ------ | ------ |
| Sezon 2019/2020                                                               |               |                  |                  |             |             |                  |                  |             |             |              |              |               |               |                      |                      |                |                |                |                |              |              |        |        |        |        |        |        |        |        |        |        |        |        |        |        |        |        |        |        |
| Szczyrk HS104                                                                 | Szczyrk HS104 | Szczuczyńsk HS99 | Szczuczyńsk HS99 | Ljubno HS94 | Ljubno HS94 | Pjongczang HS109 | Pjongczang HS109 | Râșnov HS97 | Râșnov HS97 | Villach HS98 | Villach HS98 | Notodden HS98 | Notodden HS98 | Oberwiesenthal HS105 | Oberwiesenthal HS105 | Zakopane HS140 | Zakopane HS140 | Rastbüchl HS78 | Rastbüchl HS78 | Villach HS98 | Villach HS98 | punkty |        |        |        |        |        |        |        |        |        |        |        |        |        |        |        |        |        |
| -                                                                             | -             | -                | -                | -           | -           | -                | -                | 35          | 28          | -            | -            | -             | -             | 61                   | 33                   | -              | -              | -              | -              | -            | -            | 3      |        |        |        |        |        |        |        |        |        |        |        |        |        |        |        |        |        |
| Legenda                                                                       |               |                  |                  |             |             |                  |                  |             |             |              |              |               |               |                      |                      |                |                |                |                |              |              |        |        |        |        |        |        |        |        |        |        |        |        |        |        |        |        |        |        |
| 1 2 3 4-10 11-30 poniżej 30 dq – dyskwalifikacja - − zawodnik nie wystartował |               |                  |                  |             |             |                  |                  |             |             |              |              |               |               |                      |                      |                |                |                |                |              |              |        |        |        |        |        |        |        |        |        |        |        |        |        |        |        |        |        |        |